# Молодкін Вадим Борисович
Молодкін Вадим Борисович (23 квітня 1941, м. Київ - 2 грудня 2022 Київ) — учений у галузі теорії твердого тіла і фізики металів, член-кореспондент Національної академії наук України (1992).

## Біографія
Народився 23 квітня 1941 року в Києві. У 1963 р. закінчив Київський державний університет ім. Т. Г. Шевченка. Відтоді свою трудову діяльність пов'язав з Інститутом металофізики НАН України. У 1972–1978 рр. працював його вченим секретарем. Починаючи з 1987 р. очолює тут відділ. У 1994 р. його призначили ще й заступником директора інституту, який відповідає за створення Українського національного синхротронного центру науки, технології та охорони здоров'я.

## Наукові досягнення
Учений відомий науковій громадськості завдяки розробкам у галузі фізики металів — теорії квазічастинок у кристалі. Він уперше побудував строгу динамічну теорію високоенергетичних квазічастинок у багатокомпонентних невпорядкованих системах, впорядкованих сплавах і кристалах із статистично розподіленими дефектами різного типу (точкові дефекти, їхні кластери, дислокаційні петлі, прямолінійні дислокації та ін.), а також квантову теорію каналювання заряджених частинок у таких макроскопічно однорідних кристалах. Ця пріоритетна розробка отримала міжнародне визнання.
Учений також уперше здійснив перенормування закону дисперсії високоенергетичних квазічастинок у реальних монокристалах, зумовлене ефективно некогерентними віртуальними процесами розсіяння на флуктуаційній частині потенціалу кристала, завдяки чому вдалося вийти за межі одновузлового наближення когерентного потенціалу і врахувати кореляційні ефекти. Вперше було введено фундаментальне поняття довжини екстинкції для некогерентних процесів (дифузного розсіяння), що забезпечило прорив у розв'язанні цієї проблеми та успіх у подальшому розвитку динамічної теорії некогерентних процесів. У результаті вчений передбачив і вперше теоретично описав нове явище ослаблення когерентних блохівських хвильових полів високоенергетичних квазічастинок у реальних кристалах, спричинене їх розсіянням на відхиленнях від досконалої періодичності потенціалів кристалів. Автори (В. Б. Молодкін, О. О. Тихонова, 1967 р.) назвали його явищем ефективного поглинання когерентних хвильових полів. Нині воно стало класичним і широко використовується у найпередовіших дифрактометричних лабораторіях світу для діагностики дефектів у монокристалах. Сформувалася ціла галузь фізики твердого тіла, що ґрунтується на дослідженнях цього явища.
Вадиму Борисовичу вперше вдалося довести, що внаслідок встановлених ним закономірностей екстинкції для досить досконалих монокристалів, товщина яких сумірна з абсорбційною довжиною квазічастинок, переважаючою може виявитися навіть за слабких відхилень від періодичності некогерентна складова і характерні особливості хвильових полів таких квазічастинок, які тепер спричинюються нею, принципово відрізнятимуться від відомих з теорії когерентного потенціалу. Це докорінно змінило існуючі фізичні уявлення, у тому числі і щодо малого вкладу некогерентних процесів у таких системах. Докорінно змінилася також класифікація дефектів кристалів за їхнім впливом на картину розсіяння випромінювання кристалом, що привело до якісно нових ефектів дифракції у досить досконалих кристалах.
У 1984 р. В. Б. Молодкін передбачив нове фізичне явище, яке полягає у порушенні у реальних досить досконалих монокристалах відомого з кінематичної теорії розсіяння закону збереження повної (бреггівської і дифузної) інтегральної відбивальної здатності кристалів (ПІВЗК). Разом із співробітниками він також виявив унікальну структурну чутливість у монокристалах величини ПІВЗК і характер її залежності від товщини кристала, довжини хвилі випромінювання та інших експериментальних параметрів.
Побудована ученим квантова теорія каналювання заряджених частинок у сплавах і кристалах з дефектами також дала змогу йому передбачити ряд нових фізичних ефектів.
Більшість теоретичних результатів В. Б. Молодкіна і передбачені ним нові фізичні явища та ефекти уможливили постановку питання про докорінне переобладнання існуючої експериментальної діагностичної бази, про переведення її на принципово нові ідейні і методичні фізичні основи, котрі забезпечують якісно вищий рівень інформативності, експресності і чутливості. В. Б. Молодкіним за активної підтримки й участі академіка НАН України В. В. Немошкаленка в Інституті металофізики ім. Г. В. Курдюмова НАН України була створена саме така експериментальна база, де практично реалізовані запропоновані ним методи повної інтегральної відбивальної здатності кристалів, інтегральної і диференціально-інтегральної трикристальної рентгенівської дифрактометрії, повних кривих відбиття та інші. Вони продемонстрували рекордні показники рівня діагностики і виявилися особливо ефективними при використанні джерела синхротронного випромінювання, спорудження якого передбачається в Інституті металофізики НАН України.
Багато уваги приділяє Вадим Борисович організаційній роботі. Він заступник головного редактора журналів «Металлофизика и новейшие технологии», «Успехи физики металлов» і збірника наукових праць «Наносистеми, наноматеріали, нанотехнології». З 1995 р. учений завідує навчально-науковою кафедрою подвійного підпорядкування (Київський національний університет імені Тараса Шевченка і НАН України) — фізика фотонних фабрик і космічна фізика металів.

### Наукові публікації
- Молодкін В.Б. (перелік наукових публікацій)// Сайт Національної бібліотеки ім. В. Вернадського, процитовано 3 грудня 2022 року